# Perzische Golf

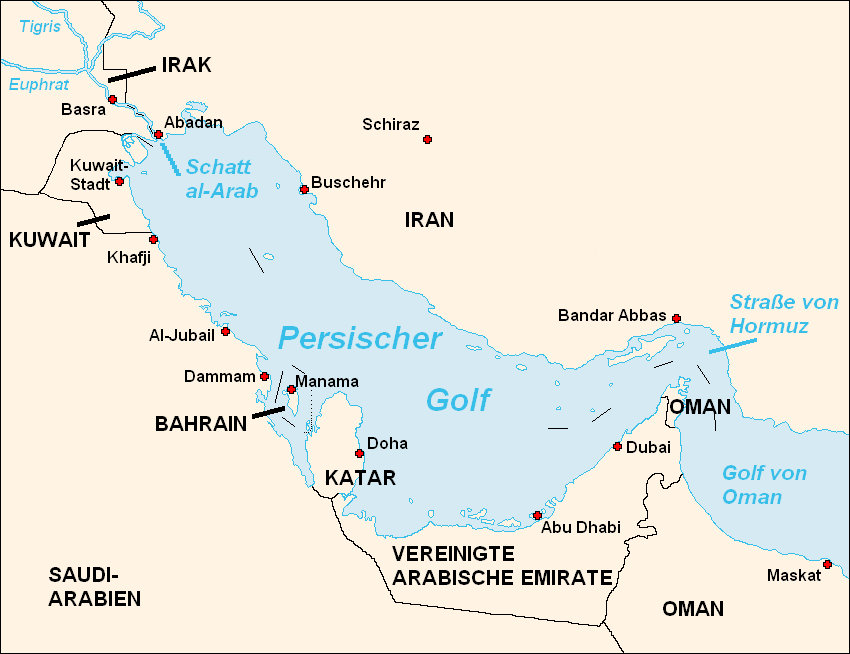
Perzische Golf met aanliggende staten

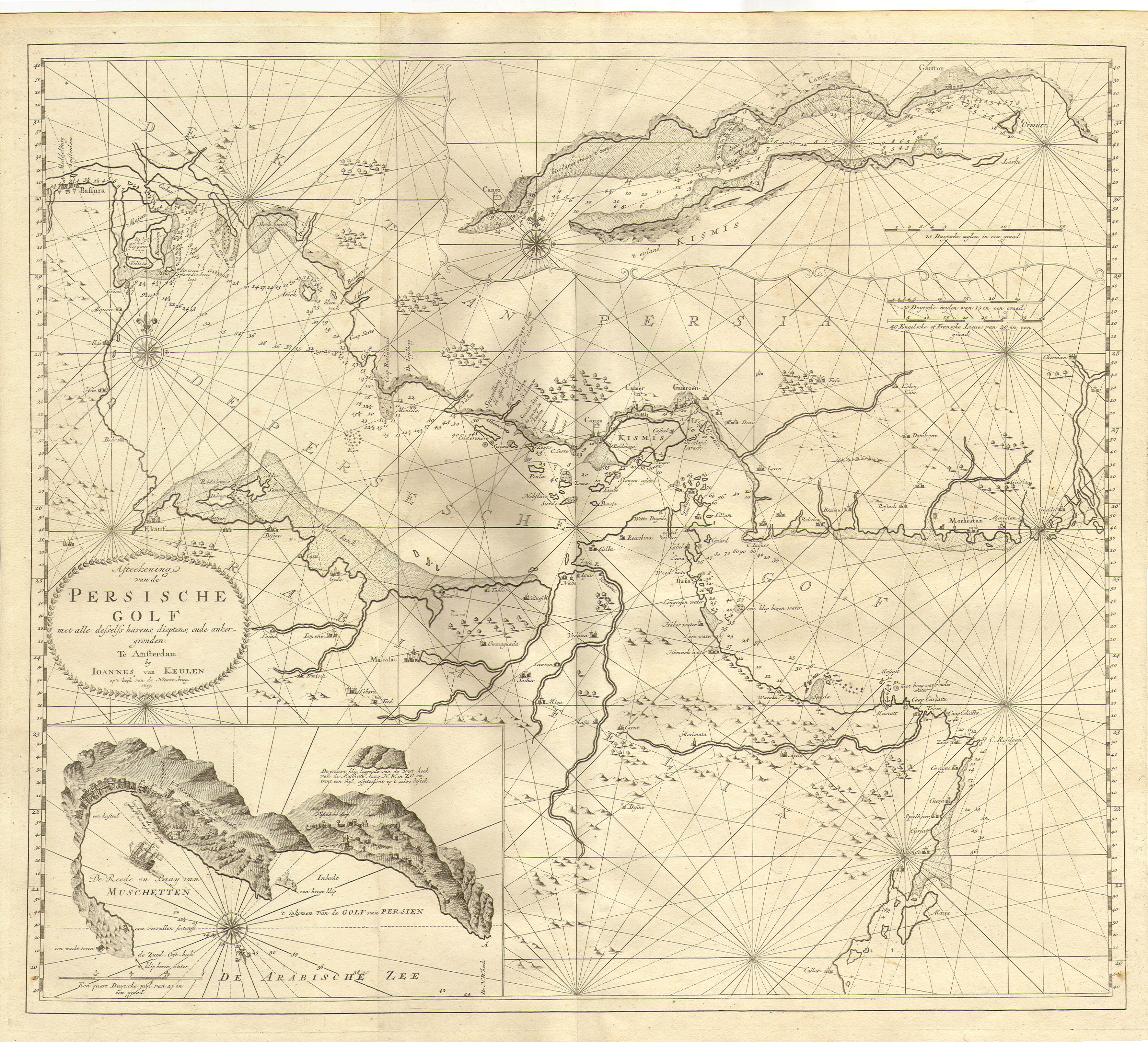
Oude Nederlandse kaart van de Perzische Golf, door J. van Keulen, 1753

De Perzische Golf (Perzisch: خلیج پارس, Arabisch: الخليج الفارسی) is een uitloper van de Indische Oceaan tussen het Arabisch Schiereiland en Iran (Perzië). Deze binnenzee heeft een oppervlakte van circa 233.000 km² en staat door de Straat van Hormuz in verbinding met de Golf van Oman. Aan de Perzische Golf liggen de staten Iran, Oman, Verenigde Arabische Emiraten, Saoedi-Arabië, Qatar, Bahrein, Koeweit en Irak. Door hun ligging worden zij de Golfstaten genoemd.
Aan het einde van de Golf bevindt zich de rivierdelta van de Sjatt al-Arab (of Arvand-Rud), die bestaat uit de samengevloeide Eufraat en Tigris. De Perzische Golf is volledig omringd door woestijnen. De Perzische Golf met de omliggende landen staat bekend als de Golfregio.

## Naam
Sinds de opkomst van het Pan-Arabisme omstreeks 1960 wordt in sommige Arabische landen de naam Arabische Golf gebruikt (Arabisch:الخليج العربي). Die naam wordt internationaal echter nauwelijks gebruikt. Bovendien hebben de Verenigde Naties (waarin 22 Arabische leden) twee richtlijnen uitgevaardigd, respectievelijk in 1994 en 1999, waarin deze waterweg, die het Perzische plateau scheidt van het Arabisch schiereiland, als Perzische Golf wordt aangeduid.

## Ligging en kenmerken
De kustlijn van de Perzische Golf ligt aan acht landen, waarvan er vele de afgelopen 30 jaar een snelle economische ontwikkeling hebben doorgemaakt, die gepaard ging met een snelle bevolkingsgroei en verstedelijking.
De Perzische Golf is met een gemiddelde van 30 meter relatief ondiep, vooral in vergelijking met de veel diepere Rode Zee aan de andere kant van het Arabisch Schiereiland. Het ligt in een warme regio en de verdamping is groter dan de neerslag en de aanvoer van rivieren die in de Perzische Golf uitmondden. De Straat van Hormuz verbindt de Golf met de Indische Oceaan. Het zoutere water zakt naar de bodem van de Perzische Golf en stroomt via de Staat van Hormuz naar de Indische Oceaan. De tegen- of de bovenstroom naar de Perzische Golf bestaat uit relatief minder zout, en dus lichter, water.

## Geschiedenis
De Perzische Golf viel tijdens glacialen waaronder het Weichselien droog, net als de Noordzee. Tijdens de vroege Oudheid was de kustlijn door zeespiegelstijging tot diep in het huidige Irak doorgedrongen, maar nadien is deze door aanslibbing uit de Eufraat en Tigris teruggetrokken tot de huidige locatie.
De Perzische Golf was de eerste zeeroute die twee grote beschavingen met elkaar verbond: Mesopotamië en de Indusbeschaving. In de eeuwen rond 2000 v.Chr. vond een intense handel plaats met wat de Mesopotamiërs Meluhha noemden. Tussenstops waren Dilmun (het eiland Bahrein en antennes tot Umm an-Nar) en Magan (Musandam en het Omaanse schiereiland). In die laatste plaats werd koper uit het Hadjargebergte betrokken.
Onder Cyrus de Grote kwam het gebied onder de controle van het Achaemenidisch-Perzische Rijk. Hekataios van Milete schreef rond 500 v.Chr. over de Perzische Golf (Persikos kolpos), een naam die gebleven is. Alexander de Grote nam het Perzische Rijk over en liet de Perzische Golf in 325 v.Chr. verkennen door een vloot onder zijn admiraal Nearchos, die vertrok vanaf de rivier de Indus. Onder impuls van Alexanders opvolgers kwam het voorzichtig tot een herleving van de maritieme handel in Arabische geurstoffen en Indische specerijen. De Seleukiden lieten een vloot te water in de Perzische Golf.
De Perzische Golf stond in het middelpunt van de Irak-Iranoorlog (1980-1988), waarin beide landen elkaars olietankers aanvielen. In 1991 speelde de Perzische Golf opnieuw een rol van betekenis tijdens de oorlog die ook de Golfoorlog wordt genoemd, waarbij Irak Koeweit binnenviel en door een internationale coalitie werd verslagen.
Een tweede Golfoorlog vond plaats in 2003, maar deze staat beter bekend als de Irakoorlog.

## Economie
Van alle landen aan de Golf kunnen alleen Iran en Irak op natuurlijke wijze voorzien aan hun zoetwaterbehoeften. De landen aan de zuidelijke Golfkust maken gebruik van ontziltingsinstallaties die het grootste deel van het zoetwater leveren. In 2020 was zo'n 45% van de wereldwijde ontziltingsproductie hier geconcentreerd.
De Perzische Golf heeft goede visgronden, uitgebreide koraalriffen en een overvloed aan pareloesters, maar het milieu wordt bedreigd door de industrialisatie, en in het bijzonder door de vervuiling met olie en aardolie tijdens oorlogen in de regio.